# El agente confidencial
El agente confidencial es una novela policial escrita por el novelista británico Graham Greene y publicada por primera vez en 1939. En la introducción Greene cuenta que escribió esta novela en 1938 en solo seis semanas. En esa época escribía El poder y la gloria, pero tenía que mantener a su esposa y dos hijos por lo que decidió escribir otro "pasatiempo" lo más rápido posible por las mañanas y en la tarde seguir avanzando en El poder y la gloria. 
Pensó escribir una novela de intriga, el hombre pacífico y perseguido que se convierte en violento y en perseguidor. Por primera y única vez en su vida recurrió a la bencedrina, escribía cada mañana dos mil palabras en lugar de las normales doscientas. Se hizo adicto, el esfuerzo y la droga hicieron pedazos sus nervios y su familia sufrió las consecuencias. La ruptura de su matrimonio tuvo mucho que ver con esa época.
Está ambientada en Londres, Inglaterra, antes del Pacto de Múnich. Todo sucede en un corto período de tiempo, desde que el agente D. arriba a Dover con la misión de comprar carbón a particulares ingleses para el gobierno republicano español y termina cuatro días después con D. escondido a bordo de un barco que viaja con destino a España. Su misión había fracasado.

## Ambientación
Está ambientada en Londres, Inglaterra, antes del Pacto de Múnich. un país que había conocido la paz civil durante doscientos cincuenta años. País y ciudad donde se respiraba paz y confianza, donde la justicia funcionaba y la policía era justa al extremo que cuando te sometían a un interrogatorio te traían té y galletas en una bandeja e incluso te ofrecían cigarrillos.

## Personajes
Listados según van apareciendo en la novela.
- D.: Agente confidencial del bando republicano. 45 años, mediana estatura, pelo canoso, gran bigote, profundas arrugas alrededor de la boca, cicatriz en la barbilla. Profesor de literatura medieval y especialista en la Canción de Roldán.[2]

- L.: Agente confidencial del bando nacional. Alto, delgado. Nariz larga y afilada. Aspecto nervioso y ágil.

- Rose Cullen: Joven de unos veinte años. Rostro delgado, rubia, voz dura y arrogante. Hija de lord Benditch.

- Capitán Currie: Gerente del Tudor Club. Rostro delgado. Lleva un monóculo.

- Chofer de L.: Corpulento, de más de un metro ochenta, un ojo bizco.

- Else Coewe: Camarera, rostro pálido y demacrado, delgada, Unos catorce años.

- Bellows: Director del Centro de la Lengua Entrenationo. Pelo blanco, mirada tímida, había algo de santo en él.

- K.: Profesor de entrenationo. De baja estatura. Ojos cansados, lleva anteojos con montura de acero. Uñas comidas hasta la carne.

- Marie Mendrill: Encargada del hotel. Baja, fornida. Rostro cuadrado, granos alrededor de la boca, voz áspera.

- Muckerji: Hindú pensionista en el hotel. Rostro grande, redondo y blando, grandes ojos castaños, profundos pliegues alrededor de la boca.

- Lord Benditch: Magnate inglés del carbón. Corpulento, cabeza ahusada, canoso, cabellera abundante.

- Forbes: También Furtstein o Furt. Magnate inglés del carbón.

## Argumento
Primera parte - El perseguido
D., L. y Rose llegan a Dover a bordo del mismo buque en una fría tarde de invierno. D. es el agente confidencial enviado por el gobierno republicano español a comprar carbón a particulares ingleses. L. es el agente confidencial del bando nacional, rebelde, enviado a impedir la compra de carbón por parte del bando republicano y obtenerlo para el suyo. Rose Cullen es una joven atractiva, dada a la bebida y la buena vida que casualmente es la hija de lord Benditch, el magnate inglés, dueño de minas de carbón y con el cual ambos agentes tienen programada citas, la de D. es para el mediodía de dos días más. 
Las dificultades para D. comenzaron en cuanto desembarcó. En el control de pasaportes lo detuvieron por largo tiempo debido a que la foto del documento era la de una persona muy distinta al actual. D. le explicó al funcionario que la diferencia de su aspecto actual con la fotografía se debía a que estuvo encarcelado seis meses, su esposa fue fusilada por error y él había permanecido sepultado cincuenta y seis horas después de un bombardeo. Le devolvieron el pasaporte y lo dejaron entrar al país. Luego tuvo que esperar en la revisión de la aduana porque Rose estuvo discutiendo con el vista y atrasó a todo el mundo. 
Pierden el tren a Londres. Rose dice que está apurada por lo que arrienda un automóvil y ofrece llevarlo. En el camino pinchan un neumático, se detienen en una posada. D. va al baño y ahí observa que un chofer está registrado su chaqueta, lo increpa y el chofer lo trata de extranjero y lo golpea. D. no se defiende, aparece el gerente diciendo que Rosa Cullen lo espera. En el salón les cuenta lo sucedido en el baño y divisa a L. que los está observando y le envía un sobre en que le ofrece dos mil libras para que no asista a la cita con lord Benditch. D. se lo devuelve y el camarero le confirma que el chofer que le pegó es el del señor L. D. por intuición saca las credenciales del bolsillo y luego se las guarda en el calcetín. Fuera del restaurante ambos agentes hablan de sus respectivas vidas; uno de su encarcelamiento, esposa y bombardeo y el otro que a él le habían quemado sus manuscritos y colecciones. D. le manifiesta que a pesar de ello no tienen nada en común y se aparta.
Rose quiere permanecer en la posada, D. le toma el auto y parte solo, en el camino es detenido por el chofer de L. y aparece el gerente del hotel, también esta L. le dan una paliza porque le dicen que es un ladrón, en la maleta van las joyas de Rose y lo dejan botado en la ruta. Camina un largo trecho hasta que un camión lo lleva hasta la gran plaza Bloomsbury donde debería encontrarse su hotel. Se da cuenta de que le robaron su libreta pero recuerda la dirección. Era un hotel no muy bueno, de esos que arriendan habitaciones por hora.
En el hotel es atendido por Else, camarera que desde un comienzo queda encantada por la caballerosidad de D. Descansa un par de horas y asiste a una clase programada en el Centro de la Lengua Entrenationo. Ahí se contacta con el agente K. que es el profesor del centro a quien le muestra sus credenciales y le informa sus peripecias hasta ese momento. Al regresar a su hotel se da cuenta de que han registrado su habitación, ha sido la encargada quien además ha despedido a Else. Recibe una llamada de Rose invitándolo a cenar. Antes de salir le pide a Else que le guarde sus documentos y que no se preocupe porque mañana se irán juntos y le buscará un trabajo mejor.
Cuando se dirigía al encuentro con Rose, un pordiosero lo lleva a un callejón donde es herido por un ladrillo y también le disparan un tiro con un arma con silenciador. Se junta con Rose, le cuenta lo sucedido y encuentran la bala en el callejón. Ella le dice que lo ayudará con lo del carbón con su pretendiente Forbes, se abrazan y besan, regresan a su hotel, ella quería subir con él, pero D, le dice que no y que se verán mañana. Al subir lo estaba esperando Else quien le informa que la encargada está en su habitación con un hombre, es el agente K. Le piden que les muestre los documentos, él se los niega, forcejean y al fin se van. Al día siguiente Else le devuelve los documentos que guarda en el bolsillo interior y sale a la entrevista con Benditch.
Hay mucha niebla toma un taxi, luego el metro, llega a la casa donde tenía la reunión. El criado que lo recibe le pide su abrigo, es muy atento. Pasa a la reunión donde están lord Benditch, el señor Forbes, lord Fetting y el señor Brigstock. Llegan a un acuerdo y antes de firmar le piden que les muestre sus credenciales. No las encuentra, se las han robado. Suspenden el acuerdo hasta que las pueda mostrar. Lo despiden porque ahora tienen que atender a otro cliente, al agente L. Entra Rose, le dice que lo ama, manda llamar a Forbes quien a instancias de Rose ofrece entregarle su carbón siempre que les muestre sus credenciales. Van a la embajada donde el primer secretario les dice que no tienen conocimiento de un agente confidencial y que respecto al profesor les informa que está muerto hace años, además dice que llamará a la policía porque al señor D. lo buscan por el asesinato de una muchacha, Else Coewe, saca el revólver con el que apunta a D. Forbes sugiere marcharse, entran dos agentes que quieren llevar a D. a la comisaría. Este ataca al secretario y le quita el arma y escapa de la embajada. El revólver tenía sólo dos balas. Entra a un departamento desocupado, se afeita el bigote, se ve diez años más joven.
Segunda parte - El cazador
D. va a su hotel, ve a K. y a la encargada y  luego la llegada de Muckerji, este hace una descripción completa de como habría sido el asesinato de Else. K. sale y es seguido por D. hasta el centro de lenguaje. D. llama a Rose quien le informa que L. ya firmó el contrato con su padre, le pide que averigüe cuales son las condiciones del acuerdo pues hay una cláusula de neutralidad. D. lleva a K. a su casa, le dispara en el baño pero falla, no da en el blanco. Llega Rose y cuando K. sale del baño, muere de un ataque al corazón. Rose le informa que el carbón irá a los Países Bajos, a D. se le ocurre ir a hablarle a los mineros para que sepan donde realmente irá el carbón. Rose le dice que ella podría sacarlo a él del país.
Tercera parte - El último cartucho
D. toma el tren a Benditch. El mozo de la estación le dice que conoce a la familia de Rose y a la señora Bennett que fue su niñera, le da la dirección esta. Llega donde la señora Bennett y ella lo pone en contacto con Bates, el líder socialista del sindicato local.
Al pueblo han llegado L. y un agente de lord Benditch. Se reúnen unos ciento cincuenta mineros a escuchar a Bates sobre la apertura de las minas, habrá trabajo para todos y por años. D. llega al hotel, L. dice que D. es un fanático al que lo busca la policía, D. saca su revólver y sale al balcón y les dice a los mineros que el carbón no irá a los Países Bajos sino que a los rebeldes de su país. Bates manifiesta que le pedirá al representante de lord Benditch una garantía que el carbón irá a los Países Bajos.
En eso llega la policía, D. arranca y una voz le grita: "por aquí, compañero", salta y cae en el jardín de la señora Bennett, había tres jóvenes, el mayor de no más de veinte años. La banda quiere su arma para volar el candado donde guardan la dinamita que lanzarán a los pozos. Habían escuchado su discurso, cuidarán de él y en la noche lo sacarán del lugar. Estaba esperando que anocheciera cuando una gran explosión lo lanza por el aire y dos policías lo llevan esposado a la comisaría. Lo requieren en Londres para interrogarlo. La explosión fue producida por unos chicos, por milagro nadie resultó herido.
Cuarta parte - El final
D. está sentado frente al magistrado, cansado, habían pasado treinta y seis horas desde que salió de Benditch. Finalmente un abogado obtuvo su libertad bajo una fianza por dos mil libras. El señor Forbes se hizo cargo de la fianza y lo esperaba fuera del tribunal. Le cuenta que el contrato con L. se había cancelado, los socios así lo habían decidido en atención a lo ocurrido en la mina.
Lo lleva hasta el Lido, un hotel de su propiedad, es una nueva idea de hoteles populares y le dice que esa noche lo embarcarán en un carguero que zarpará a España con un cargamento de víveres. Se lo había pedido Rose. 
D. mientras esperaba ser embarcado en el carguero recorría el hotel y se encuentra con el capitán Currie y dos hombres que lo detienen porque hay una orden de captura contra él por asesinato, la policía viene en su búsqueda. A los pocos minuto entran dos hombres y preguntan por D. Salen de la sala, suben a un auto y van a Southcrawl, no eran policías, llegan al borde de un acantilado, bajan y suben a una embarcación que los esperaba. Demoraron más de una hora en llegar hasta el barco que lo llevaría.
Lo recibió un oficial que lo llevó abajo, un camarote pequeño y caluroso, estaba al lado de la sala de máquinas. Subió a cubierta y se puso a mirar una luz en la costa. Una voz conocida le dijo: "aquello debe ser Plymouth". Era Rose.